# Существующие разменные денежные единицы
Существующие разменные денежные единицы — находящиеся в обращении разменные (производные, дробные) денежные единицы (номиналы, монеты). Как правило, существуют в форме монет, реже банкнот или не имеющих физической формы счётных единиц, которые являются составной (как правило, 1/100) частью базовой валюты страны и используется в денежном обращении для мелких расчётов. Например, 1 рубль = 100 копеек, 1 доллар = 100 центов и т. д.
В отличие от базовых валют (их названия, как правило, имеют устойчивую традицию перевода на русский язык и официально зафиксированы в Общероссийском классификаторе валют), их производные не всегда имеют устойчивые названия на русском языке. В таких случаях в статье приводится несколько вариантов названия номинала, встречающихся в разных источниках.
Перечень как находящихся в обращении, так и вышедших из него разменных денежных единиц содержится в статье «Список разменных денежных единиц».

## Современные недесятичные системы денежного счисления и другие исключения
В настоящее время большинство стран мира использует десятичную систему денежного счисления, когда каждые 10 единиц определённого порядка составляют единицу следующего, более высокого порядка. Например, 10 центов = 1 дайм, 10 даймов = 1 доллар. В упрощённом (и наиболее распространённом) случае единица базовой валюты состоит из 100 производных единиц: 1 рубль = 100 копеек.
Исключениями являются:
- Саудовская Аравия, где базовая десятичная система включает в себя элементы смешанной пятерично-двадцатеричной системы счисления (5 халалов = 1 кирш; 20 киршей = 1 риал; то есть 1 риал = 20 киршей = 100 халалов);
- Мадагаскар (1 ариари = 5 ираймбиланья) и Мавритания (1 угия = 5 хумсов), использующие пятеричную систему;
- Мальтийский орден, выпускающий мальтийское скудо, состоящее из 12 тари, которые, в свою очередь, делятся на 20 грано (то есть 1 скудо = 12 тари = 240 грано).

Современными разменными денежными единицами, которые не отвечают наиболее распространённому принципу «базовая валюта = 100 производным», являются:
- дирхам (1/1000 ливийского динара);
- миллим (1/1000 тунисского динара);
- пайс (1/1000 оманского риала);
- филс (1/1000 бахрейнского, иракского, кувейтского динара).

В ряде стран базовая валюта состоит или до недавнего времени состояла не из одной, а из нескольких соподчинённых денежных единиц (см. также раздел «Монетная система США»). Вот некоторые примеры:
| Государство       | Валюта | 1/10 (1/20) | 1/100                 | 1/1000             |
| ----------------- | ------ | ----------- | --------------------- | ------------------ |
| Вьетнам           | Донг   | Хао         | Су                    | —                  |
| Гонконг           | Доллар | Хоу         | Цент (син)            | Милль (вэнь, цянь) |
| Египет            | Фунт   | —           | Пиастр, кирш (керш)   | Милльем (мильем)   |
| Иордания          | Динар  |             | Пиастр, кирш (керш)   | Филс               |
| Камбоджа          | Риель  | Как         | Сен                   | —                  |
| Китай             | Юань   | Цзяо (хао)  | Фынь (фын, фэн, фэнь) | —                  |
| Макао             | Патака | Хо          | Аво                   | —                  |
| Саудовская Аравия | Риял   | Кирш (1/20) | Халал                 | —                  |
| Тайвань           | Доллар | Цзяо        | Цент (фынь, фэнь)     | —                  |
| Япония            | Иена   | —           | Сен (сэн)             | Рин                |

## Разменные денежные единицы, происходящие от латинского словаcentum(«сто»)
От латинского слова centum («сто») происходят названия разменных денежных единиц нескольких десятков англо-, франко-, итало-, испано- и португалоговорящих стран:
- сантим (фр. centime);
- сентаво (порт. и исп. centavo — дословно «одна сотая»);
- сентесимо и чентезимо (исп. и итал. centesimo от лат. centesimus — также «одна сотая»);
- сентимо (порт. cêntimo, исп. céntimo);
- цент (англ. cent) и производные от него евроцент, сен, сене, сенти, сенити и др.

Заимствованием из латинского также является албанское слово qind, означающее «сто» и давшее название разменной денежной единице Албании — киндарке.
От того же латинского корня происходит древнерусское слово «цата», одно из значений которого — это мелкая монета.

### Киндарка
| Наименование                           | Сокращение | Статус | Валюта | Государство | Пример монеты | Пример сокращения | Источники |
| -------------------------------------- | ---------- | ------ | ------ | ----------- | ------------- | ----------------- | --------- |
| Киндарка (англ. qintar; алб. qindarkë) |            |        | Лек    | Албания     |               |                   | [ 4 ]     |

### Сантим
Является разменной денежной единицей 15 стран. Происходит от латинского слова centum («сто»). В зависимости от написания названия на государственном языке страны-эмитента сокращается как c (во всех франкоязычных странах — от фр. centime) или s (например, в Латвии — от латыш. santīms). В Швейцарии, где разменная единица носит различные названия на четырёх официальных языках, сокращается как c. (от фр. centime), Rp. (от нем. Rap), rp. (от романш. rap) или ct. (от итал. centesimo).
Рап: по одной из версий, происходит от средневерхненемецкого Rapp — «тёмный»; по другой — от немецкого Rappen — «вороной конь».
| Наименование                                                                                   | Сокращение | Статус | Валюта            | Государство                | Пример монеты | Пример сокращения | Источники |
| ---------------------------------------------------------------------------------------------- | ---------- | ------ | ----------------- | -------------------------- | ------------- | ----------------- | --------- |
| Сантим (англ. santim; фр. centime; амх. ሳንቲም)                                                  |            |        | Быр               | Эфиопия                    |               |                   |           |
| Сантим (англ. и фр. centime; гаит. креол. santim)                                              |            |        | Гурд              | Гаити                      |               |                   |           |
| Сантим (англ. santeem; фр. centime; араб. سنتيم‎)                                               |            |        | Динар             | Алжир                      |               |                   |           |
| Сантим (англ. santim; фр. centime; араб. سنتيم‎)                                                |            |        | Дирхам            | Марокко                    |               |                   |           |
| Сантим (англ. и фр. centime)                                                                   |            |        | Франк             | Бурунди                    |               |                   |           |
| Сантим (англ. и фр. centime)                                                                   |            |        | Франк             | Гвинея                     |               |                   |           |
| Сантим (англ. и фр. centime; араб. سنتيم‎)                                                      |            |        | Франк             | Джибути                    |               |                   |           |
| Сантим (англ. и фр. centime; араб. سنتيم‎)                                                      |            |        | Франк             | Коморы                     |               |                   |           |
| Сантим (англ. и фр. centime)                                                                   |            |        | Франк             | ДР Конго                   |               |                   |           |
| Сантим (англ. и фр. centime)                                                                   |            |        | Франк             | Руанда                     |               |                   |           |
| Сантим (рап, рапп, раппен, чентезимо) (фр. centime; нем. Rappen; итал. centesimo; романш. rap) |            |        | Франк             | Швейцария                  |               |                   | [ 6 ]     |
| Сантим (англ. и фр. centime)                                                                   |            |        | Франк КПФ         | Заморские владения Франции |               |                   |           |
| Сантим (англ. и фр. centime)                                                                   |            |        | Франк КФА (BCEAO) | Страны ЗАЭВС (UEMOA)       |               |                   |           |
| Сантим (англ. santim; фр. centime)                                                             |            |        | Франк КФА (BEAC)  | Страны ЦАВЭС (CEMAC)       |               |                   |           |

### Сентаво
Является разменной денежной единицей 16 стран. В дословном переводе означает «одна сотая». Происходит от латинского слова centum («сто»). Сокращается как c (от порт. и исп. centavo). В ряде стран (в частности, в Мексике и на Кубе) для обозначения сентаво также используется символ цента — ¢.
| Наименование                                                      | Сокращение | Статус | Валюта    | Государство              | Пример монеты | Пример сокращения | Источники |
| ----------------------------------------------------------------- | ---------- | ------ | --------- | ------------------------ | ------------- | ----------------- | --------- |
| Сентаво (англ. и исп. centavo)                                    | c.         |        | Боливиано | Боливия                  |               |                   | [ 13 ]    |
| Сентаво (англ. и порт. centavo)                                   |            |        | Доллар    | Восточный Тимор          |               |                   |           |
| Сентаво (англ. и исп. centavo)                                    |            |        | Кетсаль   | Гватемала                |               |                   |           |
| Сентаво (англ. и исп. centavo)                                    |            |        | Кордоба   | Никарагуа                |               |                   |           |
| Сентаво (англ. и исп. centavo)                                    |            |        | Лемпира   | Гондурас                 |               |                   |           |
| Сентаво (англ. и порт. centavo)                                   |            |        | Метикал   | Мозамбик                 |               |                   |           |
| Сентаво (англ. и исп. centavo)                                    |            |        | Песо      | Аргентина                |               |                   |           |
| Сентаво (англ. и исп. centavo)                                    |            |        | Песо      | Доминиканская Республика |               |                   |           |
| Сентаво (англ. и исп. centavo)                                    |            |        | Песо      | Колумбия                 |               |                   |           |
| Сентаво (англ. и исп. centavo)                                    | ¢          |        | Песо      | Куба                     |               |                   |           |
| Сентаво (англ. и исп. centavo)                                    | ¢          |        | Песо      | Мексика                  |               |                   |           |
| Сентаво или сентимо (англ. и исп. centavo, céntimo; таг. sentimo) | c.         |        | Песо      | Филиппины                |               |                   | [ 16 ]    |
| Сентаво (англ. и исп. centavo)                                    |            |        | Песо      | Чили                     |               |                   |           |
| Сентаво (англ. и порт. centavo)                                   |            |        | Реал      | Бразилия                 |               |                   |           |
| Сентаво (англ. и исп. centavo)                                    |            |        | Доллар    | Эквадор                  |               |                   |           |
| Сентаво (англ. и порт. centavo)                                   |            |        | Эскудо    | Кабо-Верде               |               |                   |           |

### Сентесимо,чентезимо
Является разменной денежной единицей 2 стран и названием швейцарского сантима на итальянском языке (произносится «чентезимо» от итал. centesimo), одном из четырёх официальных языков Швейцарии. В дословном переводе означает «одна сотая». Происходит от латинского слова centum («сто»). Сокращается как ct или для множественного числа cts (от исп. centesimo).
| Наименование                       | Сокращение | Статус | Валюта  | Государство | Пример монеты | Пример сокращения | Источники |
| ---------------------------------- | ---------- | ------ | ------- | ----------- | ------------- | ----------------- | --------- |
| Сентесимо (англ. и исп. centésimo) |            |        | Бальбоа | Панама      |               |                   |           |
| Сентесимо (англ. и исп. centésimo) |            |        | Песо    | Уругвай     |               |                   |           |

### Сентимо
Является разменной денежной единицей 6 стран. Происходит от латинского слова centum («сто»). Сокращается как c (от исп. céntimo или порт. cêntimo).
| Наименование                    | Сокращение | Статус | Валюта         | Государство         | Пример монеты | Пример сокращения | Источники |
| ------------------------------- | ---------- | ------ | -------------- | ------------------- | ------------- | ----------------- | --------- |
| Сентимо (англ. и исп. céntimo)  |            |        | Боливар фуэрте | Венесуэла           |               |                   |           |
| Сентимо (англ. и исп. céntimo)  |            |        | Гуарани        | Парагвай            |               |                   |           |
| Сентимо (англ. и порт. cêntimo) |            |        | Добра          | Сан-Томе и Принсипи |               |                   |           |
| Сентимо (англ. и порт. cêntimo) |            |        | Кванза         | Ангола              |               |                   |           |
| Сентимо (англ. и исп. céntimo)  |            |        | Колон          | Коста-Рика          |               |                   |           |
| Сентимо (англ. и исп. céntimo)  |            |        | Соль           | Перу                |               |                   |           |

### Стотинка
| Наименование                              | Сокращение | Статус | Валюта | Государство | Пример монеты | Пример сокращения | Источники |
| ----------------------------------------- | ---------- | ------ | ------ | ----------- | ------------- | ----------------- | --------- |
| Стотинка (англ. stotinka; болг. стотинка) |            |        | Лев    | Болгария    |               |                   | [ 19 ]    |

### Цент(евроцент),сен,сенити,сенте,сенти
Является разменной денежной единицей 54 стран. Происходит от латинского слова centum («сто»). В ряде случаев может носить локальные названия: сене, сенити, сент, сенти, син и т. п. (в Сомали разменная монета официально называется: на английском языке — цент, на итальянском — чентезимо, на арабском и сомалийском — сенти). Сокращается как c (в большинстве стран от англ. cent) или ct (например, в Литве от лит. centas). Во многих странах, использующих цент, для его обозначения также используется символ ¢, а на Тайване и в Гонконге — иероглифы (соответственно, 分 и 仙).
Разменная денежная единица Еврозоны носит название «евроцент». Единственное государство, где для общеевропейских монет сохранилось традиционное название,— Греция. Здесь, как и во времена обращения драхмы, производная денежная единица официально называется лептой (греч. Λεπτόν от др.-греч. λεπτος, что дословно означает «без кожуры», то есть «маленький», «тонкий»).
В Гонконге и Макао 1/100 базовой валюты обозначается иероглифом 仙, который читается как «син» (англ. sin) — заимствование слова «цент» из английского.
| Наименование                                                                   | Сокращение | Статус | Валюта    | Государство                         | Пример монеты | Пример сокращения | Источники |
| ------------------------------------------------------------------------------ | ---------- | ------ | --------- | ----------------------------------- | ------------- | ----------------- | --------- |
| Аво (англ. и порт. avo, sin; кит. 仙)                                          |            |        | Патака    | Макао                               |               |                   | [ 24 ]    |
| Евроцент (англ. eurocent)                                                      |            |        | Евро      | Европейский союз                    |               |                   |           |
| Цент (англ. и нидерл. cent)                                                    |            |        | Гульден   | Нидерландские Антильские острова    |               |                   |           |
| Цент (англ. cent)                                                              |            |        | Доллар    | Австралия                           |               |                   |           |
| Цент (англ. cent)                                                              |            |        | Доллар    | Багамские Острова                   |               |                   |           |
| Цент (англ. cent)                                                              |            |        | Доллар    | Барбадос                            |               |                   |           |
| Цент (англ. cent)                                                              |            |        | Доллар    | Белиз                               |               |                   |           |
| Цент (англ. cent)                                                              |            |        | Доллар    | Виргинские Острова (Великобритания) |               |                   |           |
| Цент (сен) (англ. cent, sen)                                                   | ¢          |        | Доллар    | Бруней                              |               |                   | [ 26 ]    |
| Цент (англ. cent)                                                              |            |        | Доллар    | Гайана                              |               |                   |           |
| Цент (син) (англ. cent; кит. 仙; пиньинь sin)                                  |            |        | Доллар    | Гонконг                             |               |                   |           |
| Цент (англ. cent)                                                              |            |        | Доллар    | Зимбабве                            |               |                   |           |
| Цент (англ. cent)                                                              |            |        | Доллар    | Острова Кайман                      |               |                   |           |
| Цент (англ. и фр. cent)                                                        | ¢          |        | Доллар    | Канада                              |               |                   |           |
| Цент (англ. cent)                                                              |            |        | Доллар    | Кирибати                            |               |                   |           |
| Цент (англ. cent)                                                              |            |        | Доллар    | Кокосовые острова                   |               |                   |           |
| Цент (англ. cent)                                                              |            |        | Доллар    | Острова Кука                        |               |                   |           |
| Цент (англ. cent)                                                              | ¢          |        | Доллар    | Либерия                             |               |                   | [ 27 ]    |
| Цент (англ. cent)                                                              |            |        | Доллар    | Микронезия                          |               |                   |           |
| Цент (англ. и нем. cent)                                                       |            |        | Доллар    | Намибия                             |               |                   |           |
| Цент (англ. cent)                                                              |            |        | Доллар    | Науру                               |               |                   |           |
| Цент (англ. cent)                                                              |            |        | Доллар    | Ниуэ                                |               |                   |           |
| Цент (англ. cent)                                                              |            |        | Доллар    | Новая Зеландия                      |               |                   |           |
| Цент (англ. cent)                                                              |            |        | Доллар    | Палау                               |               |                   |           |
| Цент (англ. cent)                                                              |            |        | Доллар    | Северные Марианские Острова         |               |                   |           |
| Цент (сен) (англ. cent, sen)                                                   | ¢          |        | Доллар    | Сингапур                            |               |                   | [ 28 ]    |
| Цент (англ. cent)                                                              |            |        | Доллар    | Соломоновы Острова                  |               |                   |           |
| Цент (англ. и нидерл. cent)                                                    |            |        | Доллар    | Суринам                             |               |                   |           |
| Цент (англ. cent)                                                              | ¢          |        | Доллар    | США                                 |               |                   |           |
| Цент (фынь, фын, фэн, фэнь) (англ. cent; кит. 分; пиньинь fen)                 |            |        | Доллар    | Тайвань                             |               |                   |           |
| Цент (англ. cent)                                                              |            |        | Доллар    | Тринидад и Тобаго                   |               |                   |           |
| Цент (англ. cent)                                                              |            |        | Доллар    | Тувалу                              |               |                   |           |
| Цент (англ. cent)                                                              |            |        | Доллар    | Фиджи                               |               |                   |           |
| Цент (англ. cent)                                                              |            |        | Доллар    | Ямайка                              |               |                   |           |
| Цент (англ. cent)                                                              |            |        | Доллар    | Страны ОВКГ (OECS)                  |               |                   |           |
| Цент (англ. cent)                                                              |            |        | Леоне     | Сьерра-Леоне                        |               |                   |           |
| Цент (англ. cent)                                                              |            |        | Лилангени | Эсватини                            |               |                   |           |
| Цент (англ. cent; лит. centas)                                                 |            |        | Лит       | Литва                               |               |                   |           |
| Цент (сенте, мн. лисенте) (англ. cent; сесото sente, мн. lisente)              | L          |        | Лоти      | Лесото                              |               |                   | [ 30 ]    |
| Цент (англ. cent; араб. سنت‎)                                                   |            |        | Накфа     | Эритрея                             |               |                   |           |
| Цент (сенити) (англ. cent; тонг. senti)                                        |            |        | Паанга    | Тонга                               |               |                   |           |
| Цент (сен) (англ. cent, sen; кхмер. សេន)                                        |            |        | Риель     | Камбоджа                            |               |                   | [ 31 ]    |
| Цент (сен) (англ. cent, sen)                                                   |            |        | Ринггит   | Малайзия                            |               |                   |           |
| Цент (сен) (англ. cent, sen)                                                   |            |        | Рупия     | Индонезия                           |               |                   |           |
| Цент (англ. cent)                                                              |            |        | Рупия     | Маврикий                            |               |                   |           |
| Цент (англ. и фр. cent)                                                        |            |        | Рупия     | Сейшельские Острова                 |               |                   |           |
| Цент (англ. cent)                                                              | Cts.       |        | Рупия     | Шри-Ланка                           |               |                   | [ 32 ]    |
| Цент (сенте) (англ. cent; сесото sente)                                        | c          |        | Рэнд      | ЮАР                                 |               |                   | [ 33 ]    |
| Цент (сене) (англ. cent, sene)                                                 |            |        | Тала      | Самоа                               |               |                   |           |
| Цент (англ. и нидерл. cent)                                                    |            |        | Флорин    | Аруба                               |               |                   |           |
| Цент (сенти) (англ. cent; суахили senti)                                       |            |        | Шиллинг   | Кения                               |               |                   |           |
| Цент (чентезимо, сенти) (англ. cent; итал. centesimo; сомал. senti; араб. سنت‎) |            |        | Шиллинг   | Сомали                              |               |                   |           |
| Цент (англ. cent; сомал. senti; араб. سنت‎)                                     |            |        | Шиллинг   | Сомалиленд                          |               |                   |           |
| Цент (сенти) (англ. cent; суахили senti)                                       |            |        | Шиллинг   | Танзания                            |               |                   |           |
| Цент (англ. cent)                                                              |            |        | Шиллинг   | Уганда                              |               |                   |           |

## Разменные денежные знаки, происходящие от других латинских и греческих корней
От латинских и греческих корней ведут происхождение такие разменные денежные единицы, как
- грош, керш, кирш, куруш и т. п. — от лат. grossus (большой);[35]
- дайм, десим — от лат. decima через фр. disme, dîme (десятая часть);
- динар — от лат. denarius (денарий, состоящий из десяти);
- дирам, дирхам, дирхем — от др.-греч. δραχμή (драхма, горсть);
- лума — через сирийск. ܠܘܡܐ от названия византийской монеты «нуммий» (лат. nummus или др.-греч. νοῦμμος);
- миллим, милль, мильем — от лат. mille (тысяча);
- су — от лат. solidus (твёрдый, прочный, массивный) через название византийского солида, затем французской монеты соль (простонародное название — су);
- филс, пул — от лат. follis (мешочек) через название древнеримской монеты фоллис;
- эйре, эре — от лат. aurum (золото) через название древнеримской монеты ауреус (лат. aureus).

Само слово «монета» происходит от лат. moneta, что означает «Предостерегающая» или «Советница». Такой титул имела римская богиня Юнона — супруга Юпитера; считалось, что она неоднократно предупреждала римлян о землетрясениях, нападениях врагов. На римском Капитолии возле храма Юноны Монеты размещались мастерские, где чеканились и отливались металлические деньги. Отсюда и их название, которое попало в большинство европейских языков.

### Грош,кирш (керш),куруш
От лат. grosso («большой») происходят саудовский кирш (керш), польский грош и турецкий куруш. В Египте, Иордании, Ливане, Сирии, Судане и Саудовской Аравии гиршами, грушами, кершами, киршами или кыршами (англ. gersh, ghirsh, grush, qirsh; араб. قرش‎) также называют местные пиастры.
Польский грош сокращается как gr (от пол. grosz), турецкий куруш — kr (от тур. kuruş).
| Наименование                         | Сокращение | Статус | Валюта      | Государство       | Пример монеты | Пример сокращения | Источники     |
| ------------------------------------ | ---------- | ------ | ----------- | ----------------- | ------------- | ----------------- | ------------- |
| Грош (англ. и пол. grosz)            |            |        | Злотый      | Польша            |               |                   | [ 36 ]        |
| Кирш (керш) (англ. qirsh; араб. قرش‎) |            |        | Риял (1/20) | Саудовская Аравия |               |                   | [ 37 ] [ 38 ] |
| Куруш (англ. kurush; тур. kuruş)     | Kr         |        | Лира        | Турция            |               |                   | [ 39 ]        |

### Дайм,десим
Даймом называется монета, эквивалентная 10 центам или 1/10 доллара: официально — в США, неофициально — в Канаде. Её выпуск (первоначально монета называлась disme, что в переводе с французского означает «десятая часть») был начат в 1792 году в рамках перехода США на десятичную систему денежного счисления.
| Наименование      | Сокращение | Статус | Валюта        | Государство | Пример монеты | Пример сокращения | Источники |
| ----------------- | ---------- | ------ | ------------- | ----------- | ------------- | ----------------- | --------- |
| Дайм (англ. dime) |            |        | Доллар (1/10) | США         |               |                   | [ 40 ]    |

### Динар
Является разменной денежной единицей Ирана. Происходит от древнеримского денария (лат. denarius, «состоящий из десяти»). Для краткого обозначения используется родовой символ денария — d.
Дени — вероятнее всего, от названия валюты Северной Македонии во множественном числе (макед. денари), которое в свою очередь образовано от древнеримского денария.
| Наименование                     | Сокращение | Статус | Валюта | Государство        | Пример монеты | Пример сокращения | Источники     |
| -------------------------------- | ---------- | ------ | ------ | ------------------ | ------------- | ----------------- | ------------- |
| Дени (англ. deni; макед. дени)   |            |        | Денар  | Северная Македония |               |                   |               |
| Динар (англ. dinar; араб. دينار‎) |            |        | Риал   | Иран               |               |                   | [ 41 ] [ 42 ] |

### Дирхам,дирам
Является разменной денежной единицей Иордании, Ливии и Катара, а также Таджикистана, где носит название дирам. Происходит от древнегреческого слова δραχμή («горсть») и денежной единицы Древней Греции драхмы.
| Наименование                      | Сокращение | Статус | Валюта         | Государство | Пример монеты | Пример сокращения | Источники |
| --------------------------------- | ---------- | ------ | -------------- | ----------- | ------------- | ----------------- | --------- |
| Дирам (англ. diram; тадж. дирам)  |            |        | Сомони         | Таджикистан |               |                   | [ 44 ]    |
| Дирхам (англ. dirham; араб. درهم‎) |            |        | Динар (1/10)   | Иордания    |               |                   | [ 45 ]    |
| Дирхам (англ. dirham; араб. درهم‎) |            |        | Динар (1/1000) | Ливия       |               |                   |           |
| Дирхам (англ. dirham; араб. درهم‎) |            |        | Риал           | Катар       |               |                   | [ 46 ]    |

### Лума
Армянская лума происходит от сирийского слова lūmā (сирийск. ܠܘܡܐ), означающего «деньги, монеты» и, в свою очередь, заимствованного из латыни (лат. nummus) или из древнегреческого (др.-греч. νοῦμμος). Нуммиями (в русской нумизматической литературе используются названия «нуммий», «нуммиум» или «нуммион») назывались мелкие медные монеты Византии, появившиеся в обращении на рубеже V—VI веков. Иногда так называли любую мелочь.
| Наименование                         | Сокращение | Статус | Валюта | Государство                    | Пример монеты | Пример сокращения | Источники |
| ------------------------------------ | ---------- | ------ | ------ | ------------------------------ | ------------- | ----------------- | --------- |
| Лума (англ. luma, louma; арм. լումա) |            |        | Драм   | Армения                        |               |                   | [ 47 ]    |
| Лума (англ. luma; арм. լումա)        |            |        | Драм   | Нагорно-Карабахская Республика |               |                   |           |

### Милль,миллим,милльем (мильем)
С небольшими вариациями названия (миллим в Тунисе, милль в США, мильем в Египте) является разменной денежной единицей 3 стран. Происходит от латинского слова mille («тысяча») и во всех случаях равен 1/1000 базовой валюты. Символом американского милля является знак ₥, один из трёх символов разменных денежных единиц, включённых в стандарт «Юникод» (U+20A5).
| Наименование                                  | Сокращение | Статус | Валюта          | Государство | Пример монеты | Пример сокращения | Источники |
| --------------------------------------------- | ---------- | ------ | --------------- | ----------- | ------------- | ----------------- | --------- |
| Миллим (англ. milim; араб. مليم‎)              |            |        | Динар (1/1000)  | Тунис       |               |                   | [ 48 ]    |
| Милль (англ. mill)                            | ₥          |        | Доллар (1/1000) | США         |               |                   |           |
| Милльем (мильем) (англ. millieme; араб. مليم‎) |            |        | Фунт (1/1000)   | Египет      |               |                   | [ 49 ]    |
| Милль (вэнь, цянь) (англ. mil; кит. 文, 千)   |            |        | Доллар (1/1000) | Гонконг     |               |                   |           |

### Су
Вьетнамское су заимствовано из французского языка в колониальный период господства Франции в Индокитае (см. статью «Французский Индокитай»). Су (фр. sou) — старинное простонародное название французской монеты соль, в настоящее время используемое также в значении «мелочь». В свою очередь, соль (фр. sol) происходит от византийского золотого солида (от лат. solidus — твёрдый, прочный, массивный).
| Наименование                | Сокращение | Статус | Валюта | Государство | Пример монеты | Пример сокращения | Источники     |
| --------------------------- | ---------- | ------ | ------ | ----------- | ------------- | ----------------- | ------------- |
| Су (англ. xu, su; вьет. 樞) |            |        | Донг   | Вьетнам     |               |                   | [ 50 ] [ 51 ] |

### Филс,пул
Филс является разменной денежной единицей 6 стран, причём в четырёх (Бахрейне, Иордании, Ираке и Кувейте) — 1/1000 базовой валюты. Происходит от названия древнеримской бронзовой монеты фоллис (лат. follis), дословно означающей «мешочек», поскольку ценность этих монет была столь незначительной, что при оплате их отсчитывали горстями или заранее приготовленными мешочками.
По мнению известного русского нумизмата Ивана Спасского, название монеты сначала перешло к византийской медной монете, а затем, в несколько изменённом виде (фулюс, фельс, фелс), попало в монетные системы Ближнего Востока и оттуда в джучидское (ордынское) монетное дело. В подражание джучидским пулам в XV—начале XVI века аналогичные медные монеты чеканились в Москве, Новогороде и Пскове. При этом место чеканки обозначалось на самой монете: «пуло московское», «пуло тверское» и т. д. Денежные знаки имели незначительную ценность (60—70 пул равнялись одной денге) и использовались для мелких расчётов.
| Наименование                 | Сокращение | Статус | Валюта         | Государство | Пример монеты | Пример сокращения | Источники |
| ---------------------------- | ---------- | ------ | -------------- | ----------- | ------------- | ----------------- | --------- |
| Пул (англ. pul; араб. پول‎)   |            |        | Афгани         | Афганистан  |               |                   | [ 55 ]    |
| Филс (англ. fils; араб. فلس‎) |            |        | Динар (1/1000) | Бахрейн     |               |                   | [ 56 ]    |
| Филс (англ. fils; араб. فلس‎) |            |        | Динар (1/1000) | Иордания    |               |                   |           |
| Филс (англ. fils; араб. فلس‎) |            |        | Динар (1/1000) | Ирак        |               |                   |           |
| Филс (англ. fils; араб. فلس‎) |            |        | Динар (1/1000) | Кувейт      |               |                   | [ 57 ]    |
| Филс (англ. fils; араб. فلس‎) |            |        | Дирхам         | ОАЭ         |               |                   | [ 58 ]    |
| Филс (англ. fils; араб. فلس‎) |            |        | Риал           | Йемен       |               |                   |           |

### Эре,эйре
Является разменной денежной единицей 5 стран (исландская монета традиционно называется эйре). Происходит от названия древнеримской монеты ауреус (лат. aureus), в свою очередь, образованного от латинского слова aurum («золото»).
| Наименование                        | Сокращение | Статус | Валюта | Государство       | Пример монеты | Пример сокращения | Источники |
| ----------------------------------- | ---------- | ------ | ------ | ----------------- | ------------- | ----------------- | --------- |
| Эйре (исл. eyrir, мн. aurar)        |            |        | Крона  | Исландия          |               |                   | [ 60 ]    |
| Эре (дат. øre)                      |            |        | Крона  | Дания             |               |                   |           |
| Эре (норв. øre)                     |            |        | Крона  | Норвегия          |               |                   |           |
| Эре (дат. øre; фар. oyra мн. oyrur) |            |        | Крона  | Фарерские острова |               |                   |           |
| Эре (дат. øre                       |            |        | Крона  | Гренландия        |               |                   |           |
| Эре (швед. öre)                     |            |        | Крона  | Швеция            |               |                   |           |

### Кобо
Кобо — от лат. cuprum через англ. copper («медь»).
| Наименование      | Сокращение | Статус | Валюта | Государство | Пример монеты | Пример сокращения | Источники |
| ----------------- | ---------- | ------ | ------ | ----------- | ------------- | ----------------- | --------- |
| Кобо (англ. kobo) |            |        | Найра  | Нигерия     |               |                   | [ 61 ]    |

## Разменные денежные единицы, происходящие от романских и германских корней

### Бан (бань)
От румынского слова «монета».
| Наименование          | Сокращение | Статус | Валюта | Государство | Пример монеты | Пример сокращения | Источники |
| --------------------- | ---------- | ------ | ------ | ----------- | ------------- | ----------------- | --------- |
| Бан (бань) (рум. ban) |            |        | Лей    | Молдова     |               |                   | [ 63 ]    |
| Бан (бань) (рум. ban) |            |        | Лей    | Румыния     |               |                   | [ 63 ]    |

### Геллер
Чешский геллер получил своё название от пфеннига, выпускавшегося в XIII веке в швабском городе Халле. Позже геллеры чеканились в других городах Германии, в Германской Восточной Африке (нынешняя территория Танзании, Руанды и Бурунди), в Австро-Венгрии, а затем в возникших на её месте государствах — Австрии, Чехословакии (позже в нынешних Чехии и Словакии).
Название чешского геллера сокращается как h (от чеш. haléř).
| Наименование        | Сокращение | Статус | Валюта | Государство | Пример монеты | Пример сокращения | Источники |
| ------------------- | ---------- | ------ | ------ | ----------- | ------------- | ----------------- | --------- |
| Геллер (чеш. haléř) |            |        | Крона  | Чехия       |               |                   | [ 64 ]    |

### Филлер (филер)
Филлер — венгерская разменная монета, бывшая в обращении с 1892 по 1999 год. Название происходит от нем. Vierer — «четыре», названия австро-венгерской монеты в 4 крейцера. Сокращение названия — f (от венг. fillér).
| Наименование                  | Сокращение | Статус | Валюта | Государство | Пример монеты | Пример сокращения | Источники |
| ----------------------------- | ---------- | ------ | ------ | ----------- | ------------- | ----------------- | --------- |
| Филлер (филер) (венг. fillér) |            |        | Форинт | Венгрия     |               |                   | [ 65 ]    |

### Пенни,фенинг
Пенни (англ. penny), во множественном числе пенсы (англ. pence), впервые отчеканены в Англии в VIII веке по образцу серебряного денария (от лат. denarius, «состоящий из десяти»). Поэтому до 1971 года (введения в Великобритании десятичной системы денежного счисления) пенни обозначался буквой d. Современный пенни сокращается как p.
Слово «пенни» (на старом английском языке penig, pening, penning, pending) имеет общий корень с немецким пфеннигом (нем. Pfennig), скандинавским пеннингом (penning), польским и литовским пенязем (пол. pieniądz), фенингом Боснии и Герцеговины (хорв. fening; серб. фенинг). Происхождение слова остаётся спорным. Вот лишь несколько версий:
- от кельтского pen — голова;
- от фризийского panding (в свою очередь, происходящего от латинского pondus) — вес;
- от немецкого pfanne — сковорода (из-за формы некоторых брактеатов);
- от английского pawn, немецкого Pfand, скандинавского pand, означающего залог (заклад) или знак (символ).

| Наименование                                     | Сокращение | Статус | Валюта               | Государство                              | Пример монеты | Пример сокращения | Источники |
| ------------------------------------------------ | ---------- | ------ | -------------------- | ---------------------------------------- | ------------- | ----------------- | --------- |
| Пенни (мн. пенсы) (англ. penny, мн. pence)       |            |        | Фунт                 | Остров Вознесения                        |               |                   |           |
| Пенни (мн. пенсы) (англ. и фр. penny, мн. pence) |            |        | Фунт                 | Гернси                                   |               |                   |           |
| Пенни (мн. пенсы) (англ. penny, мн. pence)       |            |        | Фунт                 | Гибралтар                                |               |                   |           |
| Пенни (мн. пенсы) (англ. и фр. penny, мн. pence) |            |        | Фунт                 | Джерси                                   |               |                   |           |
| Пенни (мн. пенсы) (англ. penny, мн. pence)       |            |        | Фунт                 | Остров Мэн                               |               |                   |           |
| Пенни (мн. пенсы) (англ. penny, мн. pence)       |            |        | Фунт                 | Олдерни                                  |               |                   |           |
| Пенни (мн. пенсы) (англ. penny, мн. pence)       |            |        | Фунт                 | Остров Святой Елены                      |               |                   |           |
| Пенни (мн. пенсы) (англ. penny, мн. pence)       |            |        | Фунт                 | Тристан-да-Кунья                         |               |                   |           |
| Пенни (мн. пенсы) (англ. penny, мн. pence)       |            |        | Фунт                 | Фолклендские острова                     |               |                   |           |
| Пенни (мн. пенсы) (англ. penny, мн. pence)       | p          |        | Фунт стерлингов      | Великобритания                           |               |                   |           |
| Пенни (мн. пенсы) (англ. penny, мн. pence)       |            |        | Фунт                 | Южная Георгия и Южные Сандвичевы Острова |               |                   |           |
| Фенинг (босн. и хорв. fening, серб. фенинг)      | F          |        | Марка конвертируемая | Босния и Герцеговина                     |               |                   | [ 67 ]    |

### Пиастр,кирш (керш)
Слово «пиастр» происходит от итал. piastra d'argento — плитка серебра. Неофициально пиастрами называются турецкий куруш, канадский и американский доллары (во франкоговорящих регионах Канады, на Гаити, в других регионах с широким распространением французского языка), официально на европейских языках — разменные денежные единицы Египта, Иордании, Ливана, Сирии и Судана. На арабском языке разменные монеты перечисленных государств официально называются гирш, груш, керш, кирш или кырш (англ. gersh, ghirsh, grush, qirsh). Они происходят от турецкого куруша (англ. kurush) и являются родственными по отношению к слову «грош» (от лат. grosso — большой). В Иордании на европейских языках для единственного числа официально используется слово «кирш» (1 qirsh), для множественного — «пиастры» (10 piastres).
На европейских языках сокращается как pt (от англ. piastre).
| Наименование                                      | Сокращение | Статус | Валюта | Государство | Пример монеты | Пример сокращения | Источники |
| ------------------------------------------------- | ---------- | ------ | ------ | ----------- | ------------- | ----------------- | --------- |
| Пиастр или кирш (англ. piastre, qirsh; араб. قرش‎) |            |        | Динар  | Иордания    |               |                   | [ 45 ]    |
| Пиастр или кирш (англ. piastre, qirsh; араб. قرش‎) |            |        | Фунт   | Египет      |               | •                 |           |
| Пиастр или кирш (англ. piastre, qirsh; араб. قرش‎) |            |        | Фунт   | Ливан       |               |                   |           |
| Пиастр или кирш (англ. piastre, qirsh; араб. قرش‎) |            |        | Фунт   | Сирия       |               |                   |           |
| Пиастр или кирш (англ. piastre, qirsh; араб. قرش‎) |            |        | Фунт   | Судан       |               |                   |           |

## Разменные денежные единицы, происходящие от славянских корней

### Копейка,гяпик
Название «копейка» (тат. тиен; баш. тин; чув. пус; осет. капекк; удм. коны; мар. ыр; якут. харчы) происходит от изображения всадника с копьём в руке, отчеканенного в первые годы правления Ивана Грозного на русских монетах, давших название номиналу — сначала «копейная денга», затем просто «копейка».
Любопытная, но не находящая подтверждения версия приводится в Толковом словаре живого великорусского языка Владимира Даля: копейка произошла от слова «копить».
От русского слова «копейка» происходит и название азербайджанской разменной монеты — гяпик (азерб. qəpik).
В настоящее время копейка является разменной денежной единицей Белоруссии, России, Украины, Приднестровья, а также Азербайджана (под названием «гяпик»).
| Наименование           | Сокращение | Статус | Валюта | Государство   | Пример монеты | Пример сокращения | Источники |
| ---------------------- | ---------- | ------ | ------ | ------------- | ------------- | ----------------- | --------- |
| Гяпик (азерб. qəpik)   |            |        | Манат  | Азербайджан   |               |                   | [ 71 ]    |
| Копейка (укр. копійка) |            |        | Гривна | Украина       |               |                   |           |
| Копейка (бел. капейка) |            |        | Рубль  | Беларусь      |               |                   |           |
| Копейка                |            |        | Рубль  | Приднестровье |               |                   |           |
| Копейка                | к., коп.   |        | Рубль  | Россия        |               |                   | [ 72 ]    |

### Липа
Липа — от одноимённого дерева.
| Наименование              | Сокращение | Статус | Валюта | Государство | Пример монеты | Пример сокращения | Источники |
| ------------------------- | ---------- | ------ | ------ | ----------- | ------------- | ----------------- | --------- |
| Липа (англ. и хорв. lipa) | lp         |        | Куна   | Хорватия    |               |                   |           |

## Разменные денежные единицы, происходящие от семитских корней
- Агора: название происходит от библейского выражения «серебряный грош» (1Цар. 2:36), которое в Синодальном переводе звучит как «гера серебра».
- Хумс происходит от арабского «одная пятая».

### Агора
| Наименование                    | Сокращение | Статус | Валюта | Государство | Пример монеты | Пример сокращения | Источники     |
| ------------------------------- | ---------- | ------ | ------ | ----------- | ------------- | ----------------- | ------------- |
| Агора (англ. agora; ивр. אגורה‎) |            |        | Шекель | Израиль     |               |                   | [ 73 ] [ 74 ] |

### Халал
| Наименование                     | Сокращение | Статус | Валюта | Государство       | Пример монеты | Пример сокращения | Источники |
| -------------------------------- | ---------- | ------ | ------ | ----------------- | ------------- | ----------------- | --------- |
| Халал (англ. halala; араб. هللة‎) |            |        | Риял   | Саудовская Аравия |               |                   | [ 75 ]    |

### Хумс
| Наименование                         | Сокращение | Статус | Валюта     | Государство | Пример монеты | Пример сокращения | Источники |
| ------------------------------------ | ---------- | ------ | ---------- | ----------- | ------------- | ----------------- | --------- |
| Хумс (англ. и фр. khoums; араб. خمس‎) |            |        | Угия (1/5) | Мавритания  |               |                   |           |

## Разменные денежные единицы, происходящие от персидских корней

### Лари (лаари, ларин)
Название мальдивского лари происходит от средневекового лари (ларина) — разновидности домонетных товарных денег, представлявших собой серебряную проволоку длиной около 10 см, диаметром около 2 мм и весом 4,5—5 г, которая была изогнута в форме рыболовецкого крючка (буквой C, J или S). На них были отчеканены изречения из Корана и имена правителей. Эти денежные знаки были распространены в XVI—XVII веках на территории, прилегающей к Персидскому и Бенгальскому заливам, в Аравии, на Цейлоне, а также на островах Индийского океана. Название своё эти домонетные деньги получили в честь персидского города Лара (англ. Lar). Считается, что именно здесь они появились впервые.
Схожее название, которое происходит от грузинского слова «запас», «имущество», носит национальная валюта Грузии — лари.
| Наименование               | Сокращение | Статус | Валюта | Государство | Пример монеты | Пример сокращения | Источники     |
| -------------------------- | ---------- | ------ | ------ | ----------- | ------------- | ----------------- | ------------- |
| Лари (ларин) (англ. laari) |            |        | Руфия  | Мальдивы    |               |                   | [ 76 ] [ 77 ] |

### Пайс (пайса),пойша,байза
Исторически пайса равнялась 1/64 рупии. Сегодня пайса (пайс; англ. paisa, poisha; бенг. পয়সা; хинди पैसा; урду پیسہ‎) является разменной денежной единицей Индии, Непала, Пакистана и Бангладеш и составляет 1/100 рупии (таки).
Родственное название — байза (англ. baisa; араб. بيسة‎), которая используется в качестве разменной денежной единицы в Омане и равна 1/1000 риала.
На языке хинди словом «пайса» иногда называют наличные деньги вообще.
На европейских языках сокращается как p (от англ. paisa, poisha).
| Наименование                           | Сокращение | Статус | Валюта        | Государство | Пример монеты | Пример сокращения | Источники     |
| -------------------------------------- | ---------- | ------ | ------------- | ----------- | ------------- | ----------------- | ------------- |
| Байза (англ. baisa, baiza, араб. بيسة‎) |            |        | Риал (1/1000) | Оман        |               |                   | [ 79 ] [ 80 ] |
| Пайс (англ. paisa)                     |            |        | Рупия         | Индия       |               |                   | [ 82 ]        |
| Пайс (англ. paisa)                     |            |        | Рупия         | Непал       |               |                   | [ 83 ]        |
| Пайс (англ. paisa, урду پیسہ ‎)         |            |        | Рупия         | Пакистан    |               |                   |               |
| Пойша (англ. poisha, бенг. পয়সা)        |            |        | Така          | Бангладеш   |               |                   | [ 84 ]        |

### Тенге,денга (деньга),деньги
Тенге (данек в арабских странах; дангх в Персии; танка, тангка или таньга в Индии, на Цейлоне, в Тибете и в Непале; таньга или теньга в Хивинском и Кокандском ханствах, в Бухарском эмирате) — первоначально мелкая серебряная, а затем медная монета в странах Востока. В Древней Греции и в Персии эти монеты называли данака (греч. Δανακη; перс. danaka). Иногда так же называли ещё и греческий обол (например, согласно античным источникам, плату за перевоз усопших в загробный мир — обол Харона).
Отсюда же, согласно некоторым версиям, происходит слово «тамга», означающее на тюркских языках знак (тавро, клеймо, печать), монетный штемпель, документ с ханской печатью, налог, а также название древнерусской денги (тюрк. täŋkä), впоследствии ставшей деньгой и собирательным понятием «деньги». Другая версия гласит, что слово «тенге» происходит от тюркского слова со значением «равенство», «весы».
В настоящее время название «тенге» носят национальная валюта Казахстана и разменная монета Туркмении.
| Тенге (англ. tenge; туркм. teňňe) |  |  | Манат | Туркменистан |  |

## Разменные денежные единицы, происходящие от тюркских корней

### Пара
Пара: от турецкого слова para — «кусок».
| Наименование                  | Сокращение | Статус | Валюта | Государство | Пример монеты | Пример сокращения | Источники |
| ----------------------------- | ---------- | ------ | ------ | ----------- | ------------- | ----------------- | --------- |
| Пара (англ. para; серб. пара) |            |        | Динар  | Сербия      |               |                   | [ 86 ]    |

### Тиын,тийин,тыйын
От тюркского слова «белка».
| Наименование              | Сокращение | Статус | Валюта | Государство | Пример монеты | Пример сокращения | Источники |
| ------------------------- | ---------- | ------ | ------ | ----------- | ------------- | ----------------- | --------- |
| Тийин (узб. тийин, tiyin) |            |        | Сум    | Узбекистан  |               |                   | [ 87 ]    |
| Тиын (каз. тиын)          |            |        | Тенге  | Казахстан   |               |                   | [ 88 ]    |
| Тыйын (кирг. тыйын)       |            |        | Сом    | Кыргызстан  |               |                   | [ 89 ]    |

## Разменные денежные единицы, происходящие от китайских иероглифов

### Рин
Рин: 1/1000 японской иены обозначается иероглифом 厘 (англ. rin), который восходит к китайской единице счисления, означающей 1/100.
| Наименование            | Сокращение | Статус | Валюта        | Государство | Пример монеты | Пример сокращения | Источники |
| ----------------------- | ---------- | ------ | ------------- | ----------- | ------------- | ----------------- | --------- |
| Рин (англ. rin; яп. 厘) |            |        | Иена (1/1000) | Япония      |               |                   | [ 90 ]    |

### Сен (сэн),чон
В Японии и Корее название 1/100 базовой валюты восходит к иероглифу весовой единицы — мейс. В Японии это иероглиф 銭, в Корее — 錢, а также слог 전.
| Наименование                          | Сокращение | Статус | Валюта | Государство      | Пример монеты | Пример сокращения | Источники |
| ------------------------------------- | ---------- | ------ | ------ | ---------------- | ------------- | ----------------- | --------- |
| Сен (сэн) (англ. sen; яп. 銭)         |            |        | Иена   | Япония           |               |                   | [ 92 ]    |
| Чон (англ. chon; кор. 전?, 錢?)       |            |        | Вона   | КНДР             |               |                   | [ 93 ]    |
| Чон (англ. jeon, chon; кор. 전?, 錢?) |            |        | Вона   | Республика Корея |               |                   | [ 93 ]    |

### Фынь (фэнь)
Иероглиф 分 означает 1/100 (как в общей системе счисления, так и в денежном счёте) и читается как фэнь (англ. fen или fan), в русской традиции перевода, как правило, — фынь (реже фэнь). Используется для обозначения 1/100 базовой валюты в Китае и на Тайване.
| Наименование                                     | Сокращение | Статус | Валюта | Государство | Пример монеты | Пример сокращения | Источники |
| ------------------------------------------------ | ---------- | ------ | ------ | ----------- | ------------- | ----------------- | --------- |
| Фынь (фын, фэн, фэнь) (англ. fen; кит. 分)       |            |        | Юань   | Китай       |               |                   | [ 94 ]    |
| Фынь (фын, фэн, фэнь); цент (англ. fen; кит. 分) |            |        | Доллар | Тайвань     |               |                   |           |

### Цзяо,хао,как,хо,хоу
Вьетнамское хао, гонконгское хоу, камбоджийский как, аомыньское хо, китайское цзяо (хао) — всё это варианты прочтения одного и того же иероглифа (毫), означающего в китайской системе счисления 1/1000. Однако в системе денежного счисления этим иероглифом в странах региона, как правило, обозначают денежную единицу, равную 1/10 базовой валюты.
| Наименование                              | Сокращение | Статус | Валюта        | Государство | Пример монеты | Пример сокращения | Источники |
| ----------------------------------------- | ---------- | ------ | ------------- | ----------- | ------------- | ----------------- | --------- |
| Цзяо (англ. jiao; кит. 角, 毫)            |            |        | Доллар (1/10) | Тайвань     |               |                   |           |
| Как (англ. kak, kac; кхмер. កាក់)           |            |        | Риель (1/10)  | Камбоджа    |               |                   |           |
| Хао (вьет. hào; англ. hao; кит. 毫)       |            |        | Донг (1/10)   | Вьетнам     |               |                   | [ 96 ]    |
| Цзяо (хо) (англ. hao; кит. 毫)            |            |        | Патака (1/10) | Макао       |               |                   |           |
| Цзяо (хоу) (англ. hou, houh; кит. 角, 毫) |            |        | Доллар (1/10) | Гонконг     |               |                   |           |
| Цзяо (хао) (англ. jiao, hou; кит. 角, 毫) |            |        | Юань (1/10)   | Китай       |               |                   | [ 97 ]    |

## Прочие разменные денежные единицы
- Ираймбиланья в переводе с малагасийского означает «одна мера веса железа» (англ. one iron weight)
- Нгве: в переводе с ньянджа — «яркий, блестящий» (англ. bright).
- Песева: в переводе с акана (акан pésewabo) означает «тёмно-синее семя растения»; этот термин использовался в Гане в качестве самой малой единицы измерения массы золота.
- Тамбала: в переводе с ньянджа — «петух» (англ. rooster), который был изображён на первой монете достоинством 1 тамбала.
- Тетри: от грузинского слова «серебро»[62] или «белая».
- Тойа — на языке хири-моту означает одну из разновидностей морских раковин.
- Тхебе: в переводе с тсвана — «щит» (англ. shield).

| Наименование                            | Сокращение | Статус | Валюта       | Государство          | Пример монеты | Пример сокращения | Источники       |
| --------------------------------------- | ---------- | ------ | ------------ | -------------------- | ------------- | ----------------- | --------------- |
| Ат (англ. att; лаос. ອັດ)                |            |        | Кип          | Лаос                 |               |                   | [ 98 ] [ 99 ]   |
| Бутут (англ. butut)                     |            |        | Даласи       | Гамбия               |               |                   | [ 100 ]         |
| Ираймбиланья (англ. и фр. iraimbilanja) |            |        | Ариари (1/5) | Мадагаскар           |               |                   |                 |
| Мунгу (англ. mongo; монг. мөнгө)        |            |        | Тугрик       | Монголия             |               |                   | [ 101 ] [ 102 ] |
| Нгве (англ. ngwee)                      |            |        | Квача        | Замбия               |               |                   | [ 103 ]         |
| Песева (англ. pesewa; акан pésewabo)    |            |        | Седи         | Гана                 |               |                   | [ 104 ]         |
| Пья (англ. pya)                         | P          |        | Кьят         | Мьянма               |               |                   | [ 105 ] [ 106 ] |
| Сатанг (англ. satang; тайск. สตางค์)     |            |        | Бат          | Таиланд              |               |                   | [ 107 ] [ 108 ] |
| Тамбала (англ. tambala)                 |            |        | Квача        | Малави               |               |                   | [ 109 ]         |
| Тетри (англ. tetri; груз. თეთრი)        |            |        | Лари         | Грузия               |               |                   | [ 110 ]         |
| Тойя (англ. toea)                       | t          |        | Кина         | Папуа — Новая Гвинея |               |                   | [ 111 ] [ 112 ] |
| Тхебе (англ. thebe)                     | t          |        | Пула         | Ботсвана             |               |                   | [ 113 ] [ 114 ] |
| Чертум (англ. chhertum)                 | Ch         |        | Нгултрум     | Бутан                |               |                   | [ 115 ]         |

## Монетные системы отдельных государств

### Доли рубля и копейки
В настоящее время один российский рубль официально равен 100 копейкам. Однако в разговорной речи или в художественной литературе могут встречаться различные названия долей рубля и копейки, некогда существовавшие в виде монет (неофициальные названия номиналов, никогда в виде самостоятельных монет не существовавших, здесь не приводятся; см. их названия в статье «Копейка»):
| Название номинала                      | Отношение к копейке | Отношение к рублю     | Иллюстрация |
| -------------------------------------- | ------------------- | --------------------- | ----------- |
| Полуполушка (полполушки)               | 1/8                 | 1/800                 |             |
| Полушка (полуденга)                    | 1/4                 | 1/400                 |             |
| Денга (деньга, полкопейки)             | 1/2                 | 1/200                 |             |
| Грош                                   | 2                   | 1/50                  |             |
| Алтын                                  | 3                   | 3/100 (примерно 1/33) |             |
| Гривенник (гривна)                     | 10                  | 1/10                  |             |
| Полуполтинник (полуполтина, четвертак) | 25                  | 1/4                   |             |
| Полтинник (полтина)                    | 50                  | 1/2                   |             |

### Монетная система США
Чеканка монет в США была начата в 1792 году. Если не считать памятных монет, то сегодня в США имеют хождение монеты достоинством 0,01 $; 0,05 $; 0,10 $; 0,25 $; 0,50 $ и 1 $. Большинство из них имеет собственные названия — см. таблицу.
| Название номинала                           | Отношение к центу | Отношение к доллару | Иллюстрация |
| ------------------------------------------- | ----------------- | ------------------- | ----------- |
| Милль (англ. mill, mille)                   | 1/10              | 1/1000              |             |
| Цент (пенни) (англ. cent, penny)            | 1/1               | 1/100               |             |
| Никель (полдайма) (англ. nickel, half dime) | 5                 | 1/20                |             |
| Дайм (англ. dime)                           | 10                | 1/10                |             |
| Квотер (четверть доллара) (англ. quarter)   | 25                | 1/4                 |             |
| Половина доллара (англ. half dollar)        | 50                | 1/2                 |             |